# 荒川さつき
荒川 さつき（あらかわ さつき、1927年12月22日 - 没年不明）は、日本の女優。本名は吉田 五月。

## 来歴・人物
熊本県出身。東京川村女学院（現・川村高等学校）を経て実践専門学校中退。鎌倉在住の文士たちが中心になって開催した鎌倉カーニバルにおいてミス鎌倉に選ばれ、久米正雄の推薦により、1949年に大映に入社。1950年、映画「私は狙われている」（監督：森一生）で主役に抜擢される。1952年に新東宝に移籍。1959年に東映入社。1963年の時点では東京俳優生活協同組合に所属 。
1956年、関東女子ゴルフ選手権で優勝。当時、大きな話題となる。

## 主な出演作品

### テレビ
- 海底人8823（1960年、バッジをつけた女役）

### 映画
- 私は狙われている(1950年）
- 転落の詩集(1950)
- 密林の女豹(1950)
- 午前零時の出獄(1950)
- 海峡の鮫(1950)
- 消防決死隊(1951年）
- 赤い鍵 (1951年）
- ひばりの子守唄 (1951年）
- 自由学校 (1951年）
- 毒蛇島綺談　女王蜂 (1952年）
- 死の街を脱れて (1952年）
- 大学の小天狗 (1952年）
- 二つの処女線 (1952年）
- 花嫁花婿チャンバラ節 (1952年）
- 乾杯!東京娘 (1952年）
- 決闘五分前 (1953年)
- 南十字星は偽らず(1953年)
- 一等女房と三党亭主(1953年)
- 初笑寛永御前試合(1954年)
- 浮かれ狐千本桜(1954年)
- 森繁のデマカセ紳士（1955年）
- 金吾桜の雷社長 (1956年)
- 金吾桜の天晴運転手物語(1956年)
- 風雲天満動乱 (1957年)
- 続風雲天満動乱　完結編(1957年)
- 愛は鉄窓を超えて(1957年)
- 女の防波堤（1958年)
- 童貞社員とよろめき婦人(1958年)
- 薔薇と女挙銃王(1958年)
- 黄色い風土 (1961年、バー・トリオのマダム役）